# Výbor zastupitelstva
Výbory zastupitelstva jsou poradní a kontrolní orgány zřízené zastupitelstvem obce, města, městyse, městské části, městského obvodu nebo kraje. 
Výbor plní úkoly, kterými je pověřen zastupitelstvem, tomu také odpovídá za svoji činnost.
Jak uvádí zákon o obcích, povinně je vždy zřizován finanční a kontrolní výbor. Pro místní části může obec zřídit místní či osadní výbory, o kterých pojednávají specifická ustanovení zákona o obcích (některé obce však pro podobný účel zřizují místo toho místní komise). Další výbory může obec zřizovat dle vlastního uvážení. 
Kraj musí vždy zřizovat:
- výbor finanční (nejméně pětičlenný)
- výbor kontrolní (nejméně pětičlenný)
- výbor pro výchovu, vzdělávání a zaměstnanost (nejméně pětičlenný)
- zákon stanoví, za jakých podmínek musí být zřízen výbor pro národnostní menšiny.

Předsedou každého výboru je vždy člen zastupitelstva. Počet členů výboru je vždy lichý. Schází se dle potřeby. Usnesení výboru je platné, souhlasí-li s ním nadpoloviční většina všech jeho členů. 

## Finanční výbor
Finanční výbor zastupitelstva obce musí být nejméně tříčlenný. Jeho členem nemůže být starosta, místostarosta, tajemník ani účetní. Jeho úkolem je provádění kontroly hospodaření s majetkem a finančními prostředky obce a plnění dalších úkolů, kterými ho pověří zastupitelstvo obce.
Členem finančního výboru zastupitelstva kraje nemohou být hejtman, zástupce hejtmana, ředitel ani osoby zabezpečující rozpočtové a účetní práce na krajském úřadu. Úkoly jsou obdobné jako u obecních výborů. 

## Kontrolní výbor
Pro kontrolní výbor platí stejná pravidla, jako pro výbor finanční. Jeho úkolem je pak kontrola plnění usnesení zastupitelstva, kontrola dodržování právních předpisů ostatními výbory a plnění dalších kontrolních úkolů, kterými jej pověří zastupitelstvo. 

## Výbor pro národnostní menšiny
Obec, v jejímž územním obvodu žije podle posledního sčítání lidu alespoň 10 % občanů obce hlásících se k národnosti jiné než české, zřizuje výbor pro národnostní menšiny, pokud o to písemně požádá spolek zastupující zájmy národnostní menšiny.
V kraji jsou podmínky podobné, ale limit zastoupení národnostních menšin je nižší, 5 %. Nejméně polovinu členů výboru musí tvořit příslušníci národnostních menšin, ledaže tuto podmínku nelze splnit pro nedostatek kandidátů z řad národnostních menšin.